# Redes de Kolmogorov-Arnold
Las Redes de Kolmogorov-Arnold (KAR, por sus siglas en inglés, o KANs) son un tipo de arquitectura de red neuronal que se basa directamente en el Teorema de Superposición de Kolmogorov-Arnold. Este teorema, fundamental en la teoría de funciones y en el campo de los sistemas dinámicos, establece que cualquier función continua multivariable puede ser representada como una superposición de funciones continuas de una sola variable y una suma. Las Redes de Kolmogorov-Arnold buscan aplicar esta idea matemática para construir modelos de aprendizaje profundo que ofrecen una mayor interpretabilidad y eficiencia en ciertos contextos en comparación con las redes neuronales artificiales tradicionales.

## Origen y fundamento teórico
El Teorema de Superposición de Kolmogorov-Arnold, demostrado por Vladímir Arnold en 1957 a partir del trabajo previo de Andréi Kolmogorov, establece lo siguiente:
Si {\displaystyle f:[0,1]^{n}\to \mathbb {R} } es una función continua, entonces {\displaystyle f} puede ser escrita en la forma:
{\displaystyle f(x_{1},\dots ,x_{n})=\sum _{q=0}^{2n}\Phi _{q}\left(\sum _{p=1}^{n}\psi _{q,p}(x_{p})\right)}
donde {\displaystyle \psi _{q,p}} son funciones continuas de una sola variable y {\displaystyle \Phi _{q}} son también funciones continuas de una sola variable.
Este teorema sorprendió a muchos matemáticos porque implicaba que funciones de cualquier número de variables podían ser descompuestas en operaciones sobre funciones de una sola variable. Si bien el teorema no proporciona una forma constructiva explícita para encontrar estas funciones, sí sentó las bases teóricas para la posibilidad de representaciones de funciones complejas a partir de componentes más simples.
Las Redes de Kolmogorov-Arnold se inspiran en esta formulación, postulando que una red neuronal puede construirse de manera que sus capas reflejen esta estructura de superposición.

## Arquitectura
A diferencia de las redes neuronales multicapa (MLP) tradicionales que utilizan activaciones no lineales fijas (como ReLU, Sigmoid, etc.) aplicadas después de una combinación lineal de entradas, las KANs proponen que las funciones de activación sean aprenderables y variables.
En una arquitectura de KAN, cada conexión (o "neurona" en un sentido más general) no solo tiene un peso numérico, sino que también aloja una función de una sola variable aprenderable. Esto significa que las KANs modelan directamente las funciones {\displaystyle \psi _{q,p}} y {\displaystyle \Phi _{q}} del teorema de superposición.
La estructura básica de una KAN con una capa oculta podría verse así:
1. Capa de Entrada: Recibe las {\displaystyle n} variables de entrada {\displaystyle x_{1},\dots ,x_{n}}.
2. Capa Oculta: En lugar de multiplicaciones de matriz y activaciones fijas, cada conexión entre una neurona de entrada {\displaystyle x_{p}} y una neurona oculta {\displaystyle q} está asociada a una función {\displaystyle \psi _{q,p}(x_{p})} que se aprende durante el entrenamiento. Las salidas de estas funciones se suman para cada neurona oculta: {\displaystyle \sum _{p=1}^{n}\psi _{q,p}(x_{p})}.
3. Capa de Salida: Las sumas de la capa oculta pasan a través de otra capa de funciones aprenderables {\displaystyle \Phi _{q}} (una por cada "neurona" oculta), y sus resultados finales se suman para producir la salida: {\displaystyle \sum _{q=0}^{2n}\Phi _{q}({\text{suma de la capa oculta}}_{q})}.

Las funciones aprenderables {\displaystyle \psi } y {\displaystyle \Phi } se parametrizan generalmente utilizando splines B-splines o redes neuronales pequeñas (MLP de una capa), lo que les permite ser flexibles y aproximar una amplia variedad de funciones.

## Ventajas y desventajas

### Ventajas
- Interpretabilidad: Una de las mayores promesas de las KANs es su potencial para una mayor interpretabilidad. Al tener funciones aprenderables en sus nodos, es posible visualizar y entender la contribución de cada entrada y cómo interactúan para producir la salida. Esto es especialmente útil en dominios donde la transparencia del modelo es crucial (ej., ciencia, medicina).
- Eficiencia de Parámetros: En algunos casos, las KANs pueden lograr un rendimiento comparable al de las MLPs con un número significativamente menor de parámetros, especialmente cuando la función subyacente a aprender es relativamente simple o tiene una estructura clara.
- Capacidad de Aproximación: Basadas en el teorema de Kolmogorov-Arnold, tienen una fuerte base teórica para aproximar cualquier función continua.
- Detección de Relaciones Simbólicas: Pueden ser capaces de "descubrir" relaciones matemáticas o físicas subyacentes en los datos, como la ley de Hooke ({\displaystyle F=kx}) o la ley de la gravitación ({\displaystyle F=G{\frac {m_{1}m_{2}}{r^{2}}}}), al aprender funciones {\displaystyle \psi } y {\displaystyle \Phi } que se asemejan a polinomios o inversas.

### Desventajas
- Complejidad Computacional: El entrenamiento de funciones aprenderables en cada conexión puede ser más computacionalmente intensivo que el simple cálculo de productos de matriz en MLPs, especialmente si las funciones se parametrizan con redes pequeñas.
- Estabilidad del Entrenamiento: La optimización de estas funciones flexibles puede ser más compleja y requerir técnicas de regularización cuidadosas para evitar el sobreajuste o la divergencia.
- Implementación: Requiere una implementación más especializada que las arquitecturas de red neuronal estándar, que están bien soportadas por frameworks de aprendizaje profundo existentes.
- Escalabilidad a Datos de Alta Dimensión: Si bien teóricamente potentes, su aplicación práctica a conjuntos de datos con miles o millones de características (como imágenes o texto) aún está en investigación y podría enfrentar desafíos de escalabilidad.

## Aplicaciones
Las Redes de Kolmogorov-Arnold son un campo de investigación relativamente nuevo, pero sus aplicaciones potenciales son amplias, especialmente en áreas donde la interpretabilidad y la eficiencia de los modelos son importantes:
- Ciencia y Física: Descubrimiento de leyes físicas, modelado de sistemas complejos donde las relaciones funcionales son clave.
- Ingeniería: Optimización de procesos, diseño de sistemas.
- Finanzas: Modelado de mercados con necesidad de transparencia en las predicciones.
- Medicina: Diagnóstico y pronóstico donde la justificación de las decisiones es fundamental.
- Aprendizaje Automático Simbólico: Bridge entre el aprendizaje profundo y los métodos simbólicos para la extracción de conocimiento.

## Comparación con Redes Neuronales Tradicionales
| Característica            | Redes Neuronales Multicapa (MLP)                                            | Redes de Kolmogorov-Arnold (KAN)                                        |
| ------------------------- | --------------------------------------------------------------------------- | ----------------------------------------------------------------------- |
| Activaciones              | Fijas (ReLU, Sigmoid, Tanh, etc.) aplicadas después de sumas ponderadas.    | Aprenderables (generalmente splines B-splines) en cada conexión.        |
| Operación Principal       | Multiplicación de matriz (suma ponderada) + función de activación.          | Suma de funciones aprenderables de una sola variable.                   |
| Interpretabilidad         | Baja, a menudo "cajas negras".                                              | Alta, las funciones aprenderables pueden ser visualizadas y analizadas. |
| Eficiencia de Parámetros  | Puede requerir muchos parámetros para funciones complejas.                  | Potencialmente eficiente en parámetros para ciertas funciones.          |
| Complejidad Computacional | Generalmente más rápido en inferencia y entrenamiento.                      | Puede ser más lento, especialmente en el entrenamiento.                 |
| Fundamento Teórico        | Teorema de aproximación universal (aproxima funciones por capas y anchura). | Teorema de Superposición de Kolmogorov-Arnold (descompone funciones).   |

## Desafíos y Futuras Direcciones
La investigación en Redes de Kolmogorov-Arnold se encuentra en sus primeras etapas. Algunos de los desafíos actuales incluyen:
- Desarrollo de algoritmos de entrenamiento más eficientes y estables.
- Exploración de parametrizaciones alternativas para las funciones aprenderables.
- Escalabilidad a problemas de alta dimensión y grandes conjuntos de datos.
- Integración con otras arquitecturas de aprendizaje profundo (ej., convoluciones, atención).
- Desarrollo de herramientas y bibliotecas que faciliten su uso y experimentación.